# Dohrniphora
Dohrniphora är ett släkte av tvåvingar. Dohrniphora ingår i familjen puckelflugor.

## Dottertaxa tillDohrniphora, i alfabetisk ordning[1]
- Dohrniphora adriani
- Dohrniphora adusta
- Dohrniphora aequidistans
- Dohrniphora alvarengai
- Dohrniphora anchicayensis
- Dohrniphora andersoni
- Dohrniphora angolensis
- Dohrniphora angularis
- Dohrniphora anterosetalis
- Dohrniphora anterospinalis
- Dohrniphora anteroventralis
- Dohrniphora apharea
- Dohrniphora apicinebula
- Dohrniphora arcuata
- Dohrniphora aseta
- Dohrniphora aterpaolii
- Dohrniphora atratula
- Dohrniphora awarensis
- Dohrniphora barroni
- Dohrniphora beaveri
- Dohrniphora belyaevae
- Dohrniphora bicostula
- Dohrniphora bilineata
- Dohrniphora binga
- Dohrniphora biseriata
- Dohrniphora bisetalis
- Dohrniphora bispinosa
- Dohrniphora bradburyi
- Dohrniphora brasiliensis
- Dohrniphora broadheadi
- Dohrniphora brunnea
- Dohrniphora brunneifrons
- Dohrniphora buscki
- Dohrniphora caini
- Dohrniphora calvaria
- Dohrniphora cambuquira
- Dohrniphora canaliculata
- Dohrniphora castaneicoxa
- Dohrniphora caverna
- Dohrniphora cavifemur
- Dohrniphora cerdai
- Dohrniphora circularis
- Dohrniphora circumflexa
- Dohrniphora clariloba
- Dohrniphora cocaensis
- Dohrniphora cognata
- Dohrniphora comptoni
- Dohrniphora confusa
- Dohrniphora conica
- Dohrniphora conlanorum
- Dohrniphora consimilis
- Dohrniphora cootei
- Dohrniphora cornuta
- Dohrniphora correlata
- Dohrniphora curticerca
- Dohrniphora curvispinosa
- Dohrniphora decrescens
- Dohrniphora denticulata
- Dohrniphora dentifemur
- Dohrniphora diaspora
- Dohrniphora didyma
- Dohrniphora digitata
- Dohrniphora diminuens
- Dohrniphora diplocantha
- Dohrniphora disneyi
- Dohrniphora dispar
- Dohrniphora divaricata
- Dohrniphora dohrni
- Dohrniphora ecitophila
- Dohrniphora eilogoensis
- Dohrniphora eminens
- Dohrniphora emmesta
- Dohrniphora erugata
- Dohrniphora feeneri
- Dohrniphora femoralis
- Dohrniphora fijiensis
- Dohrniphora filaris
- Dohrniphora fisheri
- Dohrniphora foveolata
- Dohrniphora fraudans
- Dohrniphora fuscicoxa
- Dohrniphora gaimarii
- Dohrniphora geetae
- Dohrniphora georgei
- Dohrniphora gigantea
- Dohrniphora gilberti
- Dohrniphora goodwini
- Dohrniphora gouteuxi
- Dohrniphora gravis
- Dohrniphora greeni
- Dohrniphora grootaerti
- Dohrniphora hamartia
- Dohrniphora hararensis
- Dohrniphora harteni
- Dohrniphora harveyi
- Dohrniphora heptacantha
- Dohrniphora hostilis
- Dohrniphora ignobilis
- Dohrniphora incisuralis
- Dohrniphora incomitata
- Dohrniphora indiae
- Dohrniphora inornata
- Dohrniphora insulana
- Dohrniphora intrusa
- Dohrniphora intumescens
- Dohrniphora inutilis
- Dohrniphora irawanensis
- Dohrniphora irregularis
- Dohrniphora ismayi
- Dohrniphora isopterorum
- Dohrniphora ivoriensis
- Dohrniphora kalyakini
- Dohrniphora kistneri
- Dohrniphora kleini
- Dohrniphora knabi
- Dohrniphora koehleri
- Dohrniphora lacunosa
- Dohrniphora lamella
- Dohrniphora lamellifera
- Dohrniphora leei
- Dohrniphora lobata
- Dohrniphora longirostrata
- Dohrniphora lugens
- Dohrniphora luteicincta
- Dohrniphora luteifrons
- Dohrniphora maculipes
- Dohrniphora maddisoni
- Dohrniphora malawiensis
- Dohrniphora malaysiae
- Dohrniphora membranea
- Dohrniphora meridionalis
- Dohrniphora mesofemoralis
- Dohrniphora metatarsalis
- Dohrniphora microlobata
- Dohrniphora minerva
- Dohrniphora mississippiensis
- Dohrniphora modesta
- Dohrniphora monochaeta
- Dohrniphora montana
- Dohrniphora monticola
- Dohrniphora morio
- Dohrniphora myersi
- Dohrniphora nepalensis
- Dohrniphora nigra
- Dohrniphora nitida
- Dohrniphora obscuriventris
- Dohrniphora oricilla
- Dohrniphora orientalis
- Dohrniphora ovibarba
- Dohrniphora palawanensis
- Dohrniphora pallidens
- Dohrniphora palpalis
- Dohrniphora paolii
- Dohrniphora papei
- Dohrniphora papuana
- Dohrniphora paraguayana
- Dohrniphora paralobata
- Dohrniphora parvidentata
- Dohrniphora patawaensis
- Dohrniphora penai
- Dohrniphora penicillata
- Dohrniphora perdita
- Dohrniphora perpendicularis
- Dohrniphora perplexa
- Dohrniphora pickeringi
- Dohrniphora pirirostris
- Dohrniphora plaumanni
- Dohrniphora polleti
- Dohrniphora polyspinosa
- Dohrniphora praedator
- Dohrniphora prescherweberae
- Dohrniphora proboliana
- Dohrniphora procera
- Dohrniphora projecta
- Dohrniphora protensa
- Dohrniphora pyricornis
- Dohrniphora qinnica
- Dohrniphora rachelae
- Dohrniphora rafaeli
- Dohrniphora rainbowi
- Dohrniphora rectilinearis
- Dohrniphora recurvata
- Dohrniphora rhinotermitis
- Dohrniphora rhynchophora
- Dohrniphora rostrata
- Dohrniphora sarmientoi
- Dohrniphora schmitzi
- Dohrniphora schroederi
- Dohrniphora scutellaris
- Dohrniphora sensibilis
- Dohrniphora seriata
- Dohrniphora setitibia
- Dohrniphora setulipalpis
- Dohrniphora sexspinosa
- Dohrniphora shannoni
- Dohrniphora sharkeyi
- Dohrniphora signata
- Dohrniphora simplex
- Dohrniphora sinaloensis
- Dohrniphora sinepigra
- Dohrniphora sinopi
- Dohrniphora sinufemorea
- Dohrniphora sinuosa
- Dohrniphora smithi
- Dohrniphora solomonis
- Dohrniphora sorora
- Dohrniphora spriggsi
- Dohrniphora stenobasalis
- Dohrniphora stuckenbergi
- Dohrniphora subsulcata
- Dohrniphora sulcatula
- Dohrniphora tarsalis
- Dohrniphora taylori
- Dohrniphora thailandensis
- Dohrniphora townesi
- Dohrniphora transformata
- Dohrniphora transversa
- Dohrniphora trigonae
- Dohrniphora trudiae
- Dohrniphora utriensis
- Dohrniphora wangae
- Dohrniphora ventralis
- Dohrniphora vexans
- Dohrniphora wilkinsoni
- Dohrniphora vorax
- Dohrniphora xiei
- Dohrniphora yasuniensis
- Dohrniphora zambiae
- Dohrniphora zomerysis
- Dohrniphora zophera